# Edward Norton

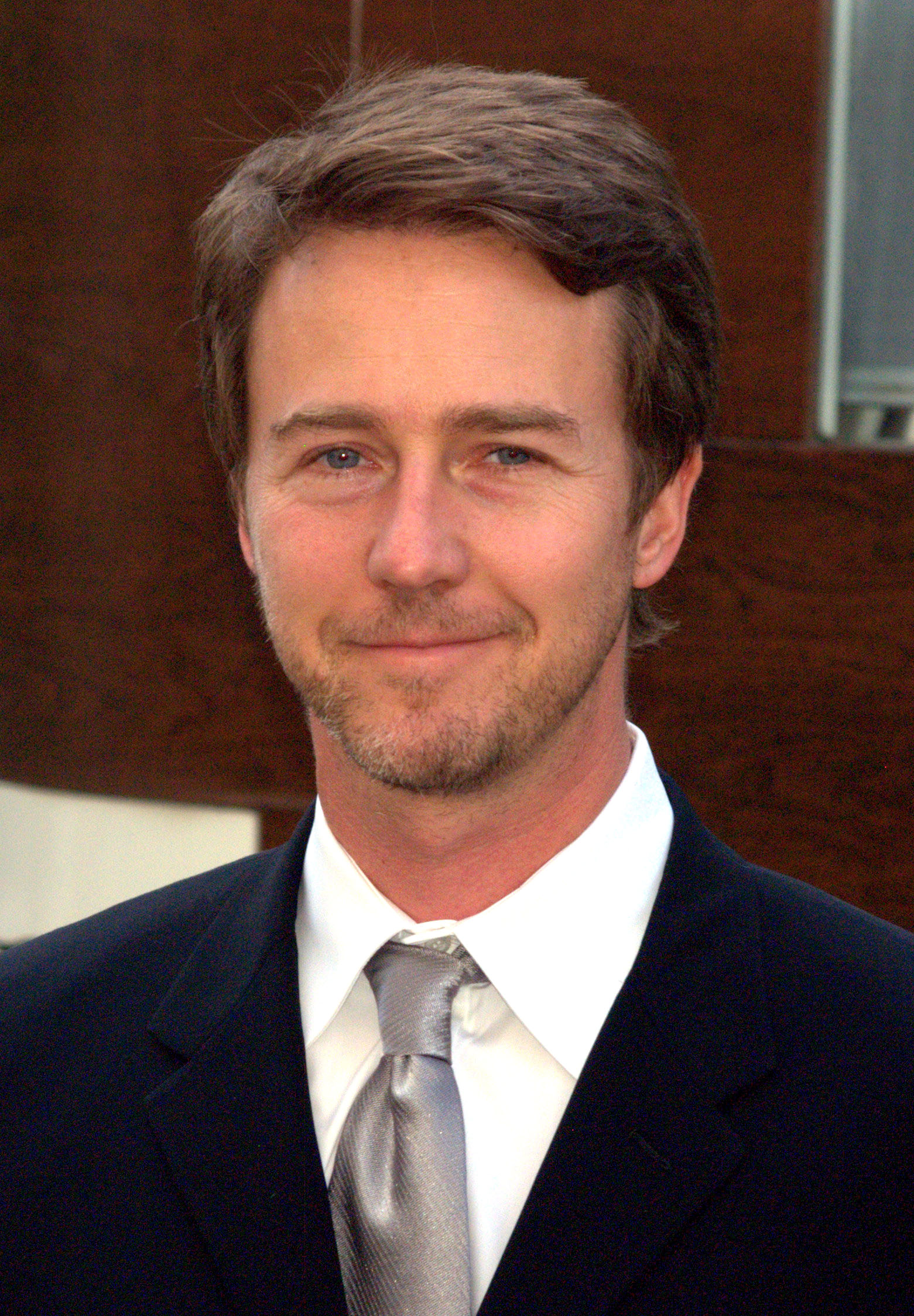
Edward Norton (2009)

Edward Harrison Norton (* 18. August 1969 in Boston, Massachusetts) ist ein US-amerikanischer Schauspieler, Drehbuchautor, Filmregisseur und Filmproduzent.

## Leben

### Vor dem Ruhm
Norton wurde in Boston geboren, wuchs aber in Columbia, Maryland auf. Er ist der Älteste von drei Geschwistern. Sein Vater, Edward Mower Norton, Jr., war Rechtsanwalt und war als solcher unter anderem für den ehemaligen Präsidenten Jimmy Carter tätig. In den achtziger Jahren hatte Edward Mower Norton, Jr. eine führende Position in der Wilderness Society inne. Laut Edward Norton motivierte ihn sein Vater, sich für den Umweltschutz einzusetzen. In seiner Familie sei Umweltschutz immer ein wichtiges Thema gewesen. Er selbst hat schon in jungen Jahren für den Park Service im Grand Canyon gearbeitet und seine Schwester studierte Internationale Umweltschutzpolitik. Aufsehen erregte Edward Nortons Teilnahme am New York City Marathon 2009, bei dem er gemeinsam mit Massaikriegern startete. So gelang es ihnen, 750.000 Dollar für den Maasai Wilderness Conservation Trust zu sammeln. Darüber hinaus unterstützt Edward Norton mehrere Umweltschutzverbände wie Sea Shepherd, Save the Elephants, Greenpeace, das Earthday Network, WildAid, das Solar Neighbours Program, die African Wildlife Foundation, Global Green, die Wilderness Society, Earth Justice und die Avoided Deforestation Partners. 2010 wurde er von UNO-Generalsekretär Ban Ki-Moon zum UN-Botschafter für Artenvielfalt ernannt. Seine Mutter arbeitete als Lehrerin. Sie starb 1997 an einem Gehirntumor.

### Durchbruch in Hollywood

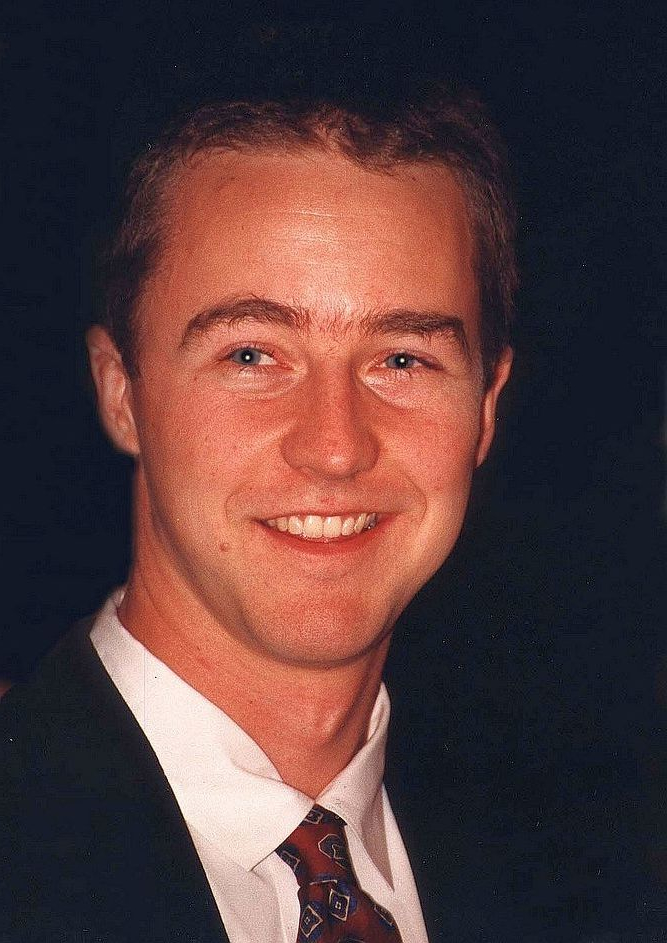
Edward Norton (1997)

Bereits während seines Geschichtsstudiums in Yale, das er mit dem Bachelor abschloss, belegte Norton mehrere Theaterkurse. Der Durchbruch im Filmgeschäft gelang ihm 1996 mit dem Film Zwielicht, in dem er die psychologisch komplexe Rolle eines jungen Angeklagten in einem Mordfall einnimmt. Für diesen ersten Auftritt außerhalb des Theaters erhielt er bereits zahlreiche Nominierungen und gewann einen Golden Globe als bester Nebendarsteller. Seine Gage für diesen Film betrug 50.000 Dollar. Für seine Rolle als geläuterter Neonazi in American History X erhielt er mehrere Nominierungen, darunter eine für den Oscar als bester Hauptdarsteller.
Seine Rollen sind zumeist durch große Vielschichtigkeit gekennzeichnet. Bei seinem Regie-Debüt handelt es sich um eine Dreiecksbeziehung zwischen einem katholischen Priester (Norton), einem Rabbi und deren Sandkastenfreundin (Glauben ist alles!, 2000). Im Jahr 2019 folgte mit Motherless Brooklyn seine zweite Regiearbeit, bei der er erstmals auch als Drehbuchautor verantwortlich zeichnete. Der Kriminalfilm basiert auf einem Roman von Jonathan Lethem. Norton übernahm auch die Hauptrolle.
Norton arbeitet aber nicht nur als Schauspieler, er hat eine Ausbildung als Filmeditor und Kameramann und schnitt unter dem Namen Edward Harrison den Film Down in the Valley, in welchem er selbst auch mitspielte. In der TV-Dokumentation The Yunnan Great Rivers Expedition seines jüngeren Bruders Jim Norton führte er auch die Kamera.

### Privates
Während seiner zweijährigen Beziehung mit Courtney Love trat Norton für zwei Gigs in ihrer Band Hole als Gitarrist auf. Er war mit der Schauspielerin Salma Hayek verlobt, bei deren Projekt Frida er nicht nur eine Rolle übernahm, sondern auch das Drehbuch bearbeitete. Ab März 2011 war er mit der Produzentin Shauna Robertson verlobt. Seit 2012 sind sie verheiratet. Im März 2013 wurde ihr erstes gemeinsames Kind, ein Sohn, geboren. Neben seiner Muttersprache spricht er auch Spanisch und etwas Japanisch.
Im Januar 2023 trat Norton in der US-amerikanischen Fernsehsendung Finding Your Roots des Senders PBS auf, in welcher der Moderator und Historiker Henry Louis Gates, Jr. enthüllte, dass die indigene Amerikanerin Pocahontas Nortons 12. Urgroßmutter gewesen ist.

## Filmografie (Auswahl)

### Darsteller
- 1996: Zwielicht (Primal Fear)
- 1996: Larry Flynt – Die nackte Wahrheit (The People vs. Larry Flynt)
- 1996: Alle sagen: I love you (Everyone Says I Love You)
- 1998: Rounders
- 1998: American History X
- 1999: Fight Club
- 2000: Glauben ist alles! (Keeping the Faith)
- 2000: Die Simpsons (The Simpsons, Folge 12x07 The Great Money Caper, Stimme für Devon Bradley)
- 2001: The Score
- 2002: Tötet Smoochy (Death to Smoochy)
- 2002: Frida
- 2002: Roter Drache (Red Dragon)
- 2002: 25 Stunden (25th Hour)
- 2003: The Italian Job – Jagd auf Millionen (The Italian Job)
- 2004: After the Sunset
- 2005: Königreich der Himmel (Kingdom of Heaven)
- 2005: San Fernando Cowboy (Down in the Valley)
- 2006: The Illusionist
- 2006: Der bunte Schleier (The Painted Veil)
- 2008: Der unglaubliche Hulk (The Incredible Hulk)
- 2008: Das Gesetz der Ehre (Pride and Glory)
- 2009: Lügen macht erfinderisch (The Invention of Lying)
- 2009: Leaves of Grass
- 2009: Modern Family (Fernsehserie, Folge 1x08)
- 2010: Stone
- 2012: Moonrise Kingdom
- 2012: Der Diktator (The Dictator)
- 2012: Das Bourne Vermächtnis (The Bourne Legacy)
- 2014: Grand Budapest Hotel (The Grand Budapest Hotel)
- 2014: Birdman oder (Die unverhoffte Macht der Ahnungslosigkeit) (Birdman or (The Unexpected Virtue of Ignorance))
- 2016: Sausage Party – Es geht um die Wurst (Sausage Party, Stimme)
- 2016: Verborgene Schönheit (Collateral Beauty)
- 2018: Isle of Dogs – Ataris Reise (Isle of Dogs, Stimme)
- 2019: Alita: Battle Angel
- 2019: Motherless Brooklyn
- 2021: The French Dispatch
- 2022: Glass Onion: A Knives Out Mystery
- 2023: Asteroid City
- 2024: Like A Complete Unknown (A Complete Unknown)
- 2024: Sausage Party: Foodtopia (Fernsehserie, Stimme)

### Regie
- 2000: Glauben ist alles! (Keeping the Faith)
- 2019: Motherless Brooklyn

### Drehbuch
- 2008: Der unglaubliche Hulk (The Incredible Hulk, ungenannt[8])
- 2019: Motherless Brooklyn

## Auszeichnungen (Auswahl)
| Jahr                                        | Nominiert/Gewonnen | Kategorie                         | Werk |
| Oscar                                       | Oscar              | Oscar                             | Oscar |
| ------------------------------------------- | ------------------ | --------------------------------- | --- |
| 1997                                        | Nominierung        | Bester Nebendarsteller            | Zwielicht                                                                                                   |
| 1999                                        | Nominierung        | Bester Hauptdarsteller            | American History X                                                                                          |
| 2015                                        | Nominierung        | Bester Nebendarsteller            | Birdman |
| 2025                                        | Nominierung        | Bester Nebendarsteller            | Like A Complete Unknown                                                                                     |
| Golden Globe                                |                    |                                   | |
| 1997                                        | gewonnen           | Bester Nebendarsteller            | Zwielicht                                                                                                   |
| 2015                                        | Nominierung        | Bester Nebendarsteller            | Birdman |
| 2025                                        | Nominierung        | Bester Nebendarsteller            | Like A Complete Unknown                                                                                     |
| Saturn Award                                |                    |                                   | |
| 1997                                        | Nominierung        | Bester Nebendarsteller            | Zwielicht                                                                                                   |
| 1999                                        | Nominierung        | Bester Hauptdarsteller            | American History X                                                                                          |
| MTV Movie Awards                            |                    |                                   | |
| 1997                                        | Nominierung        | Bester Bösewicht                  | Zwielicht                                                                                                   |
| 1999                                        | Nominierung        | Besten Kampf                      | Fight Club                                                                                                  |
| Boston Society of Film Critics Award        |                    |                                   | |
| 1997                                        | gewonnen           | Bester Nebendarsteller            | Zwielicht (gemeinsam mit seinen Leistungen in Alle sagen: I love you und Larry Flynt – Die nackte Wahrheit) |
| Chicago Film Critics Association            |                    |                                   | |
| 1997                                        | gewonnen           | vielversprechendster Schauspieler | Zwielicht (gemeinsam mit seinen Leistungen in Alle sagen: I love you und Larry Flynt – Die nackte Wahrheit) |
| Los Angeles Film Critics Association Award  |                    |                                   | |
| 1997                                        | gewonnen           | bester Nebendarsteller            | Zwielicht (gemeinsam mit seinen Leistungen in Alle sagen: I love you und Larry Flynt – Die nackte Wahrheit) |
| Florida Film Critics Circle Award           |                    |                                   | |
| 1997                                        | gewonnen           | bester Nebendarsteller            | Zwielicht                                                                                                   |
| National Board of Review Award              |                    |                                   | |
| 1997                                        | gewonnen           | bester Nebendarsteller            | Zwielicht (gemeinsam mit seinen Leistungen in Larry Flynt – Die nackte Wahrheit)                            |
| Kansas City Film Critics Circle Award       |                    |                                   | |
| 1997                                        | gewonnen           | bester Nebendarsteller            | Zwielicht                                                                                                   |
| Society of Texas Film Critics Award         |                    |                                   | |
| 1997                                        | gewonnen           | bester Nebendarsteller            | Zwielicht                                                                                                   |
| Southeastern Film Critics Association Award |                    |                                   | |
| 1997                                        | gewonnen           | bester Nebendarsteller            | Zwielicht                                                                                                   |
| 1998                                        | gewonnen           | bester Darsteller                 | Rounders |
| British Academy Film Award                  |                    |                                   | |
| 1997                                        | Nominierung        | bester Nebendarsteller            | Zwielicht                                                                                                   |
| 2015                                        | Nominierung        | Bester Nebendarsteller            | Birdman |
| Chicago Film Critics Association Award      |                    |                                   | |
| 1997                                        | Nominierung        | bester Nebendarsteller            | Zwielicht                                                                                                   |
| National Society of Film Critics Award      |                    |                                   | |
| 1997                                        | Nominierung        | bester Nebendarsteller            | Zwielicht                                                                                                   |
| Satellite Award                             |                    |                                   | |
| 2019                                        | gewonnen           | Auteur Award                      | Motherless Brooklyn                                                                                         |

Ehrenpreise
- 2015: Excellence Award des Internationalen Filmfestivals von Locarno

## Synchronisation
Nortons deutscher Synchronsprecher ist derzeit Andreas Fröhlich. In den Filmen American History X, Rounders und The Italian Job wurde er allerdings von Dietmar Wunder gesprochen. Volker Hanisch lieh Norton in den Kinoversionen von The Illusionist und Der bunte Schleier seine Stimme, jedoch wurde er später für die DVD-Version durch Fröhlich ersetzt.